# Die Gegenteilshow
Die Gegenteilshow ist eine satirische Spielshow bei Sat.1, die von Daniel Boschmann moderiert wird.

## Konzept
Nach eigenen Angaben wollte der Fernsehsender Sat.1 mit der Gegenteilshow in erster Linie andere Spielshows parodieren. Dieser Anspruch wird durch diverse sprachliche und visuelle Stilmittel unterstrichen:
So ist beispielsweise das Fernsehstudio mit optischen Täuschungen, insbesondere der Penrose-Treppe, geschmückt. Zu Beginn der Sendung befindet sich Daniel Boschmann in einem drehbaren Escape Room, es sieht dadurch so aus, als würde er kopfüber an der Decke hängen. Auch im Trailer der Sendung stand er scheinbar auf dem Kopf.
Dabei spricht der Moderator mit bewusst leieriger Stimme und formuliert scheinbar sinnlose oder widersprüchliche Sätze wie: „Schalten Sie nicht ein. Bitte nicht!“
Am Ende der Anmoderation wird stets aufgelöst, dass die zuvor gesprochenen Aussagen ironisch gemeint seien. In der ersten Folge wurden auch schon während der Anmoderation Untertitel eingeblendet, die das komplette Gegenteil dessen widerspiegelten, was der Moderator sprach. So sagte Boschmann etwa: „Unbekannte Menschen spielen uninteressante Spiele.“ Eingeblendet (und tatsächlich gemeint) war hingegen: „Prominente Gäste spielen spektakuläre Spiele.“

## Ablauf
Um der harschen Kritik (siehe unten) Rechnung zu tragen, wurden die Spielregeln mit Beginn der zweiten Staffel stark verändert. Traten in den ersten drei Folgen noch zwei Zweierteams gegeneinander an, so wurde die Teilnehmerzahl ab Folge vier auf sechs Prominente erhöht. Sie bilden zwei Dreierteams, wobei ein Mitspieler pro Team die herausgehobene Rolle des Teamkapitäns einnimmt. Die Zusammenstellung der Teams wird erst zu Beginn der Sendung ausgeknobelt, bzw. von den beiden Teamkapitänen ausgewählt. Wigald Boning spielte als einziger Prominenter in zwei Folgen mit, alle anderen nahmen nur einmal teil.

### Vorrunde
Die Vorrunde besteht aus acht Spaßspielen. Um dem Anspruch einer lustigen Show gerecht zu werden, sind die meisten Spielprinzipien aus den Bereichen Trinkspiele und Kinderspiele entnommen.
Es kommen aber auch Quizfragen und Geschicklichkeitsspiele vor. Ein Beispiel für letzteres ist „Die Kuh aufs Eis kriegen“, das zu Beginn der sechsten Folge gespielt wurde. Es ähnelt vom Prinzip her Curling: Eine rollbare, lebensgroße Kuhstatue muss so angeschoben werden, dass sie einen vorgegebenen Zielpunkt möglichst genau trifft. Nach Überqueren der Startlinie darf die Kuh nicht mehr beschleunigt oder abgebremst werden. Es ist aber erlaubt, auf der Kuh zu reiten: Auf diese Weise versuchte Jasmin Wagner, den Lauf der Kuh zu beeinflussen.
Das letzte Spiel vor dem Finale ist immer gleich: Es heißt nein ist ja. Dabei werden vergleichsweise leichte Entscheidungsfragen gestellt, die Antwort darauf muss jedoch gegenteilig zur Realität ausfallen. Wenn also beispielsweise gefragt ist: „Ist 50 Prozent weniger als die Hälfte?“, müssen die Kandidaten mit „ja“ antworten.

### Finale
Im Finale betreten zwei Mitspieler pro Team den in der Anmoderation vorgestellten, drehbaren Escape Room. Sie haben die Aufgabe, darin möglichst schnell Gegenstände an vorher festgelegten Positionen abzulegen. Das dritte Teammitglied (erst ab der 4. Folge vorhanden) versucht, von draußen hilfreiche Tipps zu geben. Für falsch oder gar nicht platzierte Gegenstände bekommen die Kandidaten eine Zeitstrafe (meist fünf Sekunden pro Gegenstand, aber in der 7. Folge waren es 42 Sekunden). In den ersten drei Episoden gab es eine zusätzliche Zeitstrafe für das Team, das in der Vorrunde schlechter abgeschnitten hatte.
Die Mannschaft, die in der Gesamtabrechnung (inklusive aller Zeitstrafen) weniger Zeit benötigte, gewinnt die feststehende Gewinnsumme von 30.000 Euro, die für karitative Zwecke gespendet wird. Dem unterlegenen Team wird die Verliererehrung zuteil. Diese bestand in Staffel eins darin, dass die Kandidaten peinliche Situationen aus ihrem Leben erzählen mussten. Beispielsweise musste der Fußballspieler Pierre Littbarski aufsagen, dass er sich nicht mehr erinnern könne, wann er Fußballweltmeister wurde.
Seit der zweiten Staffel wird das Verliererteam mit einem grünen Monsterschleim (der auch bei Klein gegen Groß zum Einsatz kommt) übergossen. Zuvor singt ein Gospelchor ein Loblied, in dem der Schleim gepriesen wird. Wie viel Schleim die Kandidaten abbekommen, ist von den Ergebnissen der Vorrunde abhängig: Je schlechter sie gespielt haben, desto mehr Schleim.

## Episodenliste
Siegerteams sind gelb unterlegt.
| Staffel | Folge | Erstausstrahlung | Team 1                                                      | Zeit im Finale     | Zeit im Finale | Team 2                                                          |
| ------- | ----- | ---------------- | ----------------------------------------------------------- | ------------------ | -------------- | --------------------------------------------------------------- |
| 1       | 1     | 26. Mai 2021     | Tom Beck, Mirja Boes                                        | 8:13+0:05          | 8:57+0:05      | Uwe Ochsenknecht, Felix Neureuther                              |
| 1       | 2     | 2. Juni 2021     | Wigald Boning, Jana Ina                                     | Zeitüberschreitung | 2:59+0:05      | Nikeata Thompson, Smudo                                         |
| 1       | 3     | 9. Juni 2021     | Thomas Hermanns, Beatrice Egli                              | 4:45               | 4:57           | Pierre Littbarski, Wolff-Christoph Fuss                         |
| 2       | 4     | 15. Oktober 2021 | Frank Rosin, Panagiota Petridou Teamkapitänin: Verona Pooth | Zeitüberschreitung | 3:05           | Simon Pearce, Joey Heindle Teamkapitän: Wigald Boning           |
| 2       | 5     | 22. Oktober 2021 | Janine Kunze, Matze Knop Teamkapitän: Ross Antony           | 2:12               | 1:39           | Max Mutzke, Arabella Kiesbauer Teamkapitän: Pierre M. Krause    |
| 2       | 6     | 29. Oktober 2021 | Horst Lichter, Jasmin Wagner Teamkapitän: Bülent Ceylan     | 2:59               | 2:56           | Lisa Feller, Mickie Krause Teamkapitänin: Ruth Moschner         |
| 2       | 7     | 5. November 2021 | Nelson Müller, Thorsten Bär Teamkapitän: Oliver Pocher      | 3:08               | 2:21+0:42      | Viviane Geppert, Alexander Herrmann Teamkapitänin: Lilly Becker |

1. ↑  Obwohl er mit seinem Team die Show gewonnen hatte, schloss sich Max Mutzke am Ende „Team Ross“ an und ging freiwillig mit unter die Schleimdusche.
2. ↑  In der siebenten Folge erschien Jörg Draeger im Studio, um für das Remake von Geh aufs Ganze! zu werben, das drei Wochen später auf demselben Sendeplatz zurück ins Fernsehen kam.

## Rezeption
Die Gegenteilshow erhielt sowohl von professionellen Journalisten als auch von Zuschauern fast durchweg negative Kritiken. So hinterfragt die Bild zunächst einmal das Grundkonzept der Sendung. Wenn sich alles ins Gegenteil drehen soll, so meinte der Bild-Redakteur, müsste dann nicht das schlechtere Team das Geld gewinnen? Auch Promiflash zitiert einen Twitter-Nutzer, der meinte, dass die Show ihre Grundidee nicht umsetze.
In Folge vier verkündete Daniel Boschmann: „Wir sind die Sendung, die alles anders macht oder sogar ein bisschen anderser.“ Dieser Anspruch erschien aus Sicht einiger Kommentatoren größenwahnsinnig. Die versprochenen Innovationen blieben aus, die meisten Spiele seien bereits in anderen Fernsehshows vorgekommen. „In einem Spiel mussten Songs rückwärts erraten werden – wie neu!“, so die Bild. Die in der Anmoderation eigentlich ironisch gemeinte Bemerkung „Katastrophal, haben Sie alles schon gesehen“ müsse man aus Sicht der Kritiker wörtlich nehmen.
Weiterhin beklagten einige Zuseher, dass die Show nur Prominenten zugänglich sei, „Normalos“ aber keine Möglichkeit zum Mitspielen hätten.
In einigen sozialen Medien konnte man aber auch positive Kommentare über die Gegenteilshow lesen: „Die Macher haben sich echt Mühe gegeben. Es sind immer wieder Überraschungen dabei“, schrieb ein Nutzer.